# 林茂德
林茂德（法語：René-Désiré-Romain Boisguérin，1901年10月29日—1998年2月13日），巴黎外方传教会会士，天主教叙府教区主教（1946年1月10日-1983年）。
1901年10月29日，林茂德出生在法国法莱斯（Falaise），1920年加入巴黎外方传教会，1928年6月29日晋升司铎。
林茂德神父来到中国传教。1946年1月10日被任命为天主教叙府代牧区宗座代牧，同年4月11日改称叙府教区主教，5月11日祝圣。
1951年3月10日，林茂德主教以造谣、隐藏武器的罪名，遭到当局逮捕，服刑2年后驱逐出境。
1983年，81岁的林茂德辞去主教职务。1998年2月13日，林茂德主教去世，享年96岁。